# Æthelberht wessexi király
Æthelberht, más írásmóddal Ethelbert (836 – 865 ősze) wessexi király 860-tól haláláig. Sikerrel harcolt a dánok ellen.
Már édesapja, Æthelwulf életében elnyerte Kent királyságát (858), a wessexi trónra pedig bátyja, Ethelbald halálát követően került, mivel öccsei, Ethelred és Alfréd lemondtak trónigényükről.   Ötéves  uralkodása alatt a dánok két nagy erejű támadást indítottak: 860-ban Osric és Aethewulf vezéreket legyőzve lerombolták Winchestert, 865-ben pedig feldúlták Kentet. Halála után öccse, Ethelred követte a trónon.